# Berserk (manga)
Berserk (japonsky ベルセルク, Beruseruku) je japonská dark fantasy manga, kterou psal a kreslil Kentaró Miura v letech 1990-2021. Příběh pojednává o potulném šermíři Gutsovi, jenž na své pouti středověkým světem bojuje proti nadpřirozeným silám a snaží se pomstít Griffithovi, vůdci žoldnéřské skupiny Jestřábů, jíž byl Guts kdysi členem. Guts je velmi schopný bojovník, který seká své nepřátele (jak lidi, tak démony) obřím mečem, který by uzvedlo jen málo lidí. Griffith je vynikající stratég a šermíř, který chce dosáhnout velkých cílů za každou cenu.
První svazek mangy byl vydán v roce 1990 nakladatelstvím Hakusenša. O sedm let později byla část mangy adaptována do podoby anime seriálu o 25 dílech, jenž nese název Kenpú denki Berserk a jejž vyrobilo studio OLM. V letech 2012 a 2013 byla tatáž část příběhu opět adaptována, ovšem tentokrát Studiem 4°C, a to do podoby třídílné série filmů. Od července 2016 se vysílá nový animovaný seriál od studií GEMBA a Millepensee.